# Regionalflughafen North Platte

i8
i11
i13
Der North Platte Regional Airport (auch: Lee Bird Field; IATA-Code: LBF, ICAO-Code: KLBF) ist ein öffentlicher Flughafen, 5 km östlich von North Platte im Lincoln County, Nebraska in den Vereinigten Staaten.

## Flughafendaten
Er hat eine Betonpiste mit 2439 m Länge und 46 m Breite und eine Asphaltpiste mit 1352 m Länge und 30 m Breit. Die Fläche des Flughafens beträgt 625 ha. Die Seehöhe beträgt 846 m.

## Geschichte
Der Flughafen mit dem Namen The North Platte Field wurde 1921 mit privaten Mitteln gebaut, um den Bedürfnissen des US-Luftpostdienstes gerecht zu werden.
Der Flugplatz wurde im Jahr 1929 von der Stadt North Platte gekauft und an die Boeing Transport Company verpachtet, eines der Unternehmen, die später zu United Airlines fusionierten.
Im Jahr 1941 wurden zusätzliche Landebahnen gebaut und der Flugplatz wurde während des Zweiten Weltkriegs zum Standort eines Boeing B-17-Trainingskommandos. 1941 war auch das Jahr, in dem der Flughafen in Lee Bird Field umbenannt wurde, nach dem Sohn einer Pionierfamilie aus North Platte und Militärausbilder, der 1918 bei einem Flugzeugabsturz während der Ausbildung eines Flugschülers ums Leben kam.
United Airlines nutzte North Platte als einen Zwischenstopp auf seinen Coast-to-Coast-Verbindungen von 1930 bis 1959. Im Jahr 1959 übernahm dann Frontier Airlines (bis 1984). Seit Juli 1963 wird der Flughafen von der North Platte-Flughafenbehörde betrieben.
Frontier Airlines flog 1975 mit Convair CV-580 nach Grand Island und Scottsbluff. Im Jahr 1981 bis 1984 ebenfalls mit Convair, aber auch mit Boeing 737-200 nach Lincoln, Nebraska und Scottsbluff.
Im Juni 1992 wurde der Flughafen in North Platte Regional Airport Lee Bird Field umbenannt. Im Jahr 1995 flogen GP Express Airlines als Continental Connection Grand Island, Lincoln und Scottsbluff an und Mesa Airlines als United Express Denver.

## Flugbetrieb
Im Jahre 2022 fanden 25.050 Flugbewegungen statt, davon 6.000 lokale Bewegungen, 14.600 Zwischenlandungen, 3.000 Air-Taxi-Flüge, 1.250 Frachtflüge und 200 militärische Flüge. 33 einmotorige und 1 zweimotorige Flugzeuge sowie 1 Jetflugzeug und 2 Hubschrauber waren 2022 hier stationiert. Im selben Jahr wurden 12.306 Passagiere befördert.